# Volvo GTZ
La Volvo GTZ è una concept car costruita dalla casa automobilistica svedese Volvo insieme alla carrozzeria italiana Zagato.
Furono realizzati due esemplari: la prima chiamata GTZ o GTZ 2000 debuttò al Salone di Torino 1969 sullo stand Zagato, mentre la seconda chiamata la GTZ 3000 esordì l'anno successivo al Salone di Ginevra 1970.

## Storia
L'importatore italiano della Volvo commissionò la realizzazione della GTZ nel 1969 alla italiana Zagato.
La GTZ 2000 si basava sulla meccanica della Serie 140, utilizzando una versione evoluta del motore a quattro cilindri in linea da 2,0 litri, venendo dotata di due carburatori Solex a doppio corpo.
La GTZ 3000, che era stata presentata al Salone di Ginevra del 1970 come evoluzione dell'originale GTZ 2000, era basata sulla Volvo 164 montando un motore più grande da 3.0 litri con architettura a 6 cilindri in linea. Il motore produceva circa 190 CV (142 kW). Il design e la carrozzeria della GTZ 3000 erano stati studiati e realizzati utilizzando la galleria del vento per poter migliorare il coefficiente aerodinamico. Rispetto alla Volvo 164, era più corta, più larga e più basso, oltre che pesare 136 kg in meno. Il design inoltre si caratterizza per la presenza di fari a scomparsa simili a quelli utilizzati sull'Alfa Romeo Montreal.